# Joaquín Blake y Joyes
Pour les articles homonymes, voir Blake.
Joaquín Blake y Joyes (19 août 1759 - 27 avril 1827) fut un officier militaire espagnol qui servit avec distinction pendant les guerres de la Révolution française et la guerre d'indépendance espagnole.

## Débuts militaires
En partie d'origine irlandaise, Blake est né à Malaga au sein d'une famille de la noblesse. Dans sa jeunesse, il vit le feu en participant comme lieutenant de grenadiers à la guerre d'indépendance des États-Unis d'Amérique, prit part au siège avorté de Gibraltar et en 1783 à la reconquête de Minorque.
À l'ouverture des hostilités avec la France en 1793, Blake, alors capitaine, prit part à l'invasion du Roussillon sous les ordres du général Ricardos. Il fut blessé à San Lorenzo de la Muga en 1794.

## Guerre d'Espagne
Ses exploits au feu le conduisirent vers d'autres promotions, et au début de la guerre d'Espagne en 1808, Blake avait le grade de lieutenant-général. Il fut nommé chef de la junte suprême de l'armée de Galice (sur le papier une force de 43 000 hommes tenant l'aile gauche des Espagnols le long des montagnes de Cantabrie) pendant les invasions françaises et se battit vaillamment contre la Grande Armée de Napoléon.
Blake et Cuesta furent battus le 14 juillet à la bataille de Medina del Rio Seco. À la suite de la retraite générale des Français déclenchée par le désastre de Bailén, Blake prit position face à l'ennemi sur les rives de l'Èbre. Le 31 octobre le IVe Corps du Maréchal Lefebvre tomba sur les 19 000 hommes de Blake à Pancorbo, refoulant l'avance hésitante des Espagnols. Il faut porter au crédit de Blake qu'il battit en retraite rapidement et en bon ordre, empêchant Napoléon d'appliquer son plan d'enveloppement et de destruction du flanc espagnol.
Furieux, l'Empereur envoya Lefebvre et Victor à la poursuite de Blake, Victor avait pour ordre de le contourner et de ratisser sa ligne de retraite. Les Français furent négligents et laissèrent leurs forces se disperser pendant la poursuite. Le 5 novembre, Blake surprit à nouveau ses ennemis quand, à Balmaseda il fit soudain demi-tour et attaqua l'avant-garde française, infligeant une cuisante défaite à la division d'avant-garde du général Villatte. Cependant, un autre corps d'armée français rejoignit la poursuite, et Blake fila vers l'ouest une fois de plus pour éviter l'encerclement.
Blake décida de résister à nouveau aux Français à Espinosa le 10 novembre. Victor, soucieux de se venger des humiliations qu'il avait subies précédemment de Blake, passa la journée à lancer de façon peu réfléchie et sans succès ses divisions contre les Espagnols. Le jour suivant, cependant, une attaque française bien coordonnée fit voler en éclats le centre de Blake et mis son armée en déroute. Bien que Blake ne perdit que 3 000 hommes sur le champ de bataille, plusieurs milliers d'autres furent dispersés dans la confusion d'une retraite sans espoir lorsque le front espagnol se désintégra. Sachant que l'Armée de Galice avait irrémédiablement volé en éclats, Blake se lança dans une épuisante marche à l'ouest dans les collines, distançant ses poursuivants sous les ordres de Soult. Il atteignit Léon Le 23 novembre avec seulement 10 000 hommes. Le commandement de ce qu'il restait de l'Armée de Galice passa alors au Général Pedro Caro y Sureda, 3e marquis de Romana.

## Bataille d'Albuera
En 1810, Blake participa à la création de l'état-major général espagnol, qui dans les dernières années de la guerre commença à rétablir de la cohérence dans les entreprises militaires du pays. Les mauvais résultats sur le champ de bataille avaient pour une large part été causés par la léthargie, la mauvaise gestion, et le manque de coordination d'une administration militaire espagnole très compartimentée.
Le 16 mai 1811, Blake combattit les Français à Albuera aux côtés de l'armée anglo-portugaise de William Beresford. Les Espagnols sous les ordres de Blake, tinrent avec succès le flanc allié contre les plus puissantes attaques d'infanterie française de toute la guerre. Blake y gagna le grade de capitaine-général. En réalité, ce fut largement grâce à l'initiative de José Zayas que l'assaut français fut repoussé, ce qui très probablement sauva l'armée alliée de la destruction.
Blake fut alors transféré en Espagne orientale pour combattre l'avancée du Maréchal Suchet sur Valence. Blake, après plusieurs défaites, finit bloqué dans la ville avec son armée, et finalement capitula le 8 janvier 1812, avec ses 16 000 hommes, ce fait marqua l'apogée des succès français en Espagne de l'Est.

## Fin de carrière
En 1815 Blake fut nommé directeur du Génie Militaire de l'Armée Royale espagnole. Il mourut en 1827.

## Sources
- (en) Cet article est partiellement ou en totalité issu de l’article de Wikipédia en anglais intitulé « Joaquín Blake » (voir la liste des auteurs) dans sa version du 20 mai 2007.

## Liens
Bataille d'Espinosa, Bataille de Pancorbo, Bataille de Balmaseda, Bataille d'Alcañiz